# 가나가와조선중고급학교
가나가와조선중고급학교(일본어: 神奈川朝鮮中高級学校)는 일본 가나가와구에 위치한 조선학교이다.

## 연혁
- 1951년 - 가나가와 조선 중학교 개교
- 1952년 - 목조 2층짜리 교사를 신축
- 1953년 - 학교 설치 인가 취득
- 1954년 - 고급부를 병설하여 교명을 '가나가와 조선중 고급학교'로 개명
- 1961년 - 철근 4층짜리 신교사 낙성
- 1965년 - 「학교법인 가나가와 조선학원」으로서의 법인 인가를 취득
- 1968년 - 본관 제1기(철근 5층건물) 신교사 낙성
- 1969년 - 철근 7층 특별교사 낙성
- 1970년 - 본관 제2기(철근 5층건물) 신교사 낙성
- 1981년 - 창립 30주년 기념 행사 개최
- 1984년 - 체육관 준공
- 1991년 - 일본고등학교야구연맹이 전국 조선고등학교 공식대회 참가 허가
- 1991년 - 창립 40주년 기념 행사 개최
- 1993년 - 전국고등학교 체육연맹이 전국 조선고등학교의 '고등학교 총체' 참여를 인가
- 1995년 - '전국고등학교 축구선수권대회' 참가 허가
- 1996년 - 가와사키 시립 간호 단기 대학이 본교 졸업생의 수험 자격을 인정
- 1999년 - 취주악부가 가나가와현 대표로서 제5회 히가시칸토 취주악 콩쿠르 (히가시칸토지부대회·고교 B의 부)에 출전해 은상을 수상
- 2001년 - 창립 50주년 기념 행사 개최
- 2002년 - '폭넓은 민족교육' 방침 결정
- 2005년 - 고급부 2학년 이후는 코스제 도입, 교사 보수 공사를 실시
- 2010년 - 취주악부가 가나가와현 대표로 제16회 히가시칸토 취주악 콩쿠르(히가시칸토지부대회·고교 B의 부)에 출전해 금상을 수상
- 2016년 - 취주악부가 중앙예술경연대회에서 금상을 수상
- 2017년 -11월 11일에 문화교류제가 개최.
- 2018년 -11월 11일에 문화교류제가 개최.
- 2019년 -11월 17일에 문화교류제 개최

## 학과
- 고급부
- 중급반